# ブルーダニューブ
ブルーダニューブ（Blue Danube）は、「日本のブルーオニオン」として、今から50年ほど前に創業された陶磁器ブランド。
名称の由来は、染付の深い〈藍〉の色と、音楽の都ウィーンを流れる〈ダニューブ〉河になぞらえて名付けられた。
マイセン・フッチェンロイター・カールスバードと並ぶ、世界4大ブルーオニオンの最後、第4番目のブルーオニオンといわれている。
しかし、この説に関しては異論もある。異論の理由は、3大ブルーオニオンまでが、すべてヨーロッパでの継承の流れをもっているのに対し、突然50年ほど前に創業された日本の陶磁器ブランドがそこに含まれるのは、不自然であるというものである。
ブルーダニューブは、日本古来の染付技法によって「ブルーオニオン」を造る信念のもと、美濃陶磁器伝統の技術を徹底した、自社のこだわりにより造られる「ジャパニーズ・ブルーオニオン」である。この日本古来の染付技法は世界4大ブルーオニオンの中でも、特に濃い青色を放つ。
アメリカのリッパーインターナショナルの先代社長のハルリッパーが中心になりアメリカ市場での販売を目的に作られた。完全なマイセン絵柄のコピー商品で、マイセンの本物が旧東ドイツにあり入手困難な事もあり、アメリカ市場での販売は一時伸びたが、オリジナルの登場により次第に駆逐された。
国内市場においては陶光(現　生活の木)がアメリカ駐留軍のPXでの販売を目的に販売を開始した。一時は国内各地に販売網を構築し広島フルフル等強力な販売店を擁しガラス食器、カッテラリーとマイセン絵柄を施し最盛期を20年ほど前に迎えた。マイセンオリジナルのデパートの売り場への登場により次第に駆逐され現在はかつての顧客への補充を重点に小規模ながら生産を続けている。
歴史的にみて、正当性を持つブルーオニオンは、かって資本的なつながりがあり、職工の相互移動のあったフッチェンロイター社(西ドイツ)、カールスバード社(チェコ)、KPMベルリン社(東ドイツ)、そしてこの絵柄を創設したマイセン社(東ドイツ)の四つでありこれを世界４大ブルーオニオンというのが妥当であろう。
しかしこのたまねぎ柄に関しては、東西冷戦の影響下、意匠権訴訟等の法律的規制が行われず、多くのコピー商品を生み出した。しかしマイセン社の世界的な販売拡大によりその多くが消えつつある。　

## 代表作
- ブルーオニオン

| スタブアイコン | サブスタブ | この項目は、まだ閲覧者の調べものの参照としては役立たない、企業に関連した書きかけの項目です。この項目を加筆・訂正などしてくださる協力者を求めています（PJ:経済）。 |